# Naoko Kōda
Naoko Kōda (幸田 直子 Kōda Naoko?) (n. 22 de marzo de 1959) es una reconocida seiyū de Hokkaidō. Está representada por Mausu Promotion. Se graduó en la Escuela artística de la Universidad de Nihon.
Su verdadero nombre es Yumiko Satō (佐藤 由美子 Satō Yumiko?), y fue acreditada anteriormente como 幸田 奈穂子 (léase Kōda Naoko).

## Roles interpretados

### Anime
- Hidamari no Ki (Madre de Manjiro)
- Lupin III: Bye-Bye Lady Liberty (Judy)
- El Mago de Oz (Wicked Witch of the West)
- Saint Tail (Rosemary Sendou)

### Videojuegos
- Valkyrie Profile (Lorenta, Madre de Platina, Vieja mujer en Hai Lan)
- Enemy Zero (Kimberly)

### Tokusatsu
- Jūken Sentai Gekiranger (Rageku)
- Kamen Rider Double (Shroud)

### Doblaje

#### Animación
- Cybersix (Elaine)
- Les Mondes Engloutis (Loria)
- X-Men: The Animated Series (Emma Frost)

#### Acción real
- Serie películas Alien (Ellen Ripley)
- Angels in America (Enfermera Emily, la Mujer Sin Techo y el Ángel de América)
- Dallas (Sue Ellen Ewing)
- The Dark Crystal (Aughra, SkekEkt)
- Dick Tracy (Sin aliento Mahoney)
- La mano que mece la cuna (Mrs. Mott/Peyton Flanders)
- Serie películas Harry Potter (Sybill Trelawney)
- Indiana Jones y la última cruzada (Elsa Schneider)
- Jerry Maguire (Laurel Boyd)
- Labyrinth (No deseado de la Virgen)
- Married to the Mob (Angela de Marco)
- Merlin (Auntie Ambrosia)
- Melrose Place (Amanda Woodward)
- La profecía (Mrs. Baylock (Segundo doblaje))
- Practical Magic (Sandra Owens)
- Pretty Woman (Vivian Ward)
- Quills (Madame LeClerc)
- Spin City (Caitlin Moore)
- X-Men (Mystique)
- X-Men 2 (Mystique)